# Magyar Nemzeti Levéltár Országos Levéltára
A Magyar Nemzeti Levéltár Országos Levéltára (2012-ig Magyar Országos Levéltár) a nemzeti kincseknek számító iratokat őrző állami közgyűjteményi intézet, a Magyar Nemzeti Levéltár egyik szervezeti egysége. Épületei Budapesten, az I. kerületi Bécsi kapu téren, az óbudai (III. kerületi) Lángliliom utcában és a XI. kerületi Daróczi útontalálhatóak. Az intézmény összesen 73 kilométernyi iratanyagot, több mint 63,5 millió mikrofilmfelvételt és számtalan pecsétet, térképet, fotót, tervet, oklevelet őriz. A levéltár tevékenységét, feladatát és illetékességi körét az 1995. évi LXVI. törvény (Levéltári törvény) határozza meg.

## Története

### A kezdetektől az 1870-es évekig
Az Országos Levéltár történetét egészen a középkorig vezethetjük vissza. A királyi archívum már az Árpád-házi királyok idejében, a 12. század végétől folyamatosan kialakulóban volt, ám ennek iratanyaga a 16. századi török megszállás és az ország három részre szakadása (a Habsburg uralom alatt lévő ún. Királyi Magyarországra, az Erdélyi Fejedelemségre és a török hódoltságra) idején szétszóródott illetve megsemmisült. A bécsi székhelyű Habsburg királyi udvar kormányszervei, akárcsak a Királyi Magyarországon működő főhivatalok, saját maguk őrizték az iratokat. Ezen példát követendő, a rendi országgyűlés is törekedett az ország szempontjából jelentős, a rendek jogait bizonyító dokumentumom biztonságos megőrzésére. 

##### Az Ország Levéltára (archivum regni, 1756–1874)
A fenti törekvés megerősödött a török kiűzése utáni időkben (17. század vége), végül az 1723. évi 45. törvénycikk is megszületett, amely az ország köziratainak (publica regni acta) a káptalanoknál és más hiteles helyeken, valamint egyes magánosoknál található, s az ország ügyeit érdeklő iratok összegyűjtéséről az ország levéltárában (archivum regni) kötelezően történő elhelyezésről rendelkezett. Ekkortájt már kijelölték a leendő intézmény helyét az akkori magyar főváros – Pozsony – országházában. Pálffy V. Miklós nádor egyidejű rendeletére válogatták ki a kir. kamaránál levő iratokat az országos levéltár részére és az egyes családoktól is sokat szedtek össze. Az új országos levéltár székhelye Pozsony lett. E levéltárban a nádor is gyakran megfordult, aki maga is nagy buzgalommal látott a gyűjtési feladathoz szintén nagy érdekkel kutatott hazánk történetének emlékei között. Pálffy V. Miklós vetette meg a mai országos levéltár alapját, ám a levéltár csak 1756-ban kezdhette meg működését. Ehhez szükség volt gr. Batthyány Lajos kitartó szervező munkájára is, aki 1751–1765 között a nádor (a király utáni főméltóság) tisztségét töltötte be. Batthyány felhívásaira folytatták az iratok egybegyűjtését, az egyre gyarapodó iratmennyiség feldolgozásáról és elhelyezéséről azonban gondoskodni is kellett. A nádor két szobát bocsátott az eredetileg kijelölt épületben a levéltár rendelkezésére. Ezzel létrejött – a létesítést kimondó törvény meghozatala után 33 évvel, valamint a bécsi Haus-, Hof- und Staatsarchiv megalapítása után 7 évvel – az Ország Levéltára, avagy későbbi közkeletű nevén a „régi Országos Levéltár”. Ennek szervezetét 1765-ben véglegesítették, majd 1784/1785 folyamán az intézmény a felszabadult fővárosba, Budára költözött.

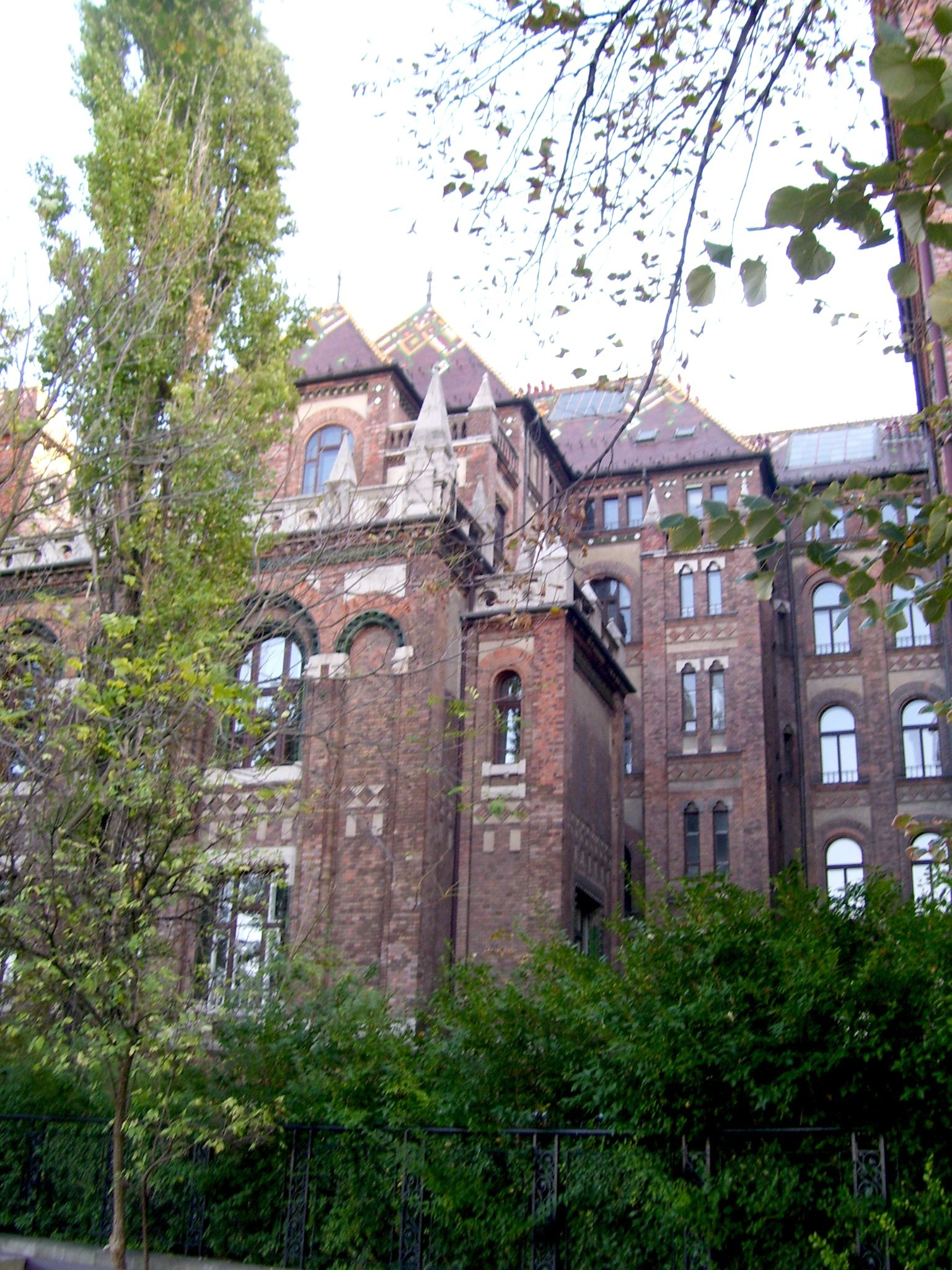
A Levéltár az Anjou Bástya (Lovas út) felől

 A „régi Országos Levéltár” főként a rendi országgyűlést valamint a nádort szolgálta, hatásköre a királyi kormányhatóságok (Kancellária, Helytartótanács, Kamara) irataira nem terjedt ki. Feladatai köze tartozott az iratok átvétele, megőrzése és feldolgozása. A levéltárba rendszerint az Országgyűlés és a nádor iratai kerültek be, de néha magánszemélyek illetve családok is eljuttatták dokumentumaikat az intézménybe.
Magyarországon a polgári forradalom és szabadságharc idején került napirendre a létrehozó szervezet kiszolgálására létesült levéltári intézmény felváltása egy nyitott, elsősorban a történeti tudományos kutatást szolgáló újabb típusú levéltár létrehozásával. Ezen terv végrehajtását megakadályozta a forradalom és szabadságharc bukása. A régi Országos Levéltár gyarapodása a neoabszolutista osztrák kormányzat idején, amikor sem országbíró, sem nádor nem volt, szünetelt. Ekkoriban az intézmény 350-400 folyóméternyi levéltári anyagot őrzött. Az 1867. évi osztrák–magyar kiegyezés után a parlamentnek felelős magyar kormányzat helyreállt, a történésztársadalom újfent egy teljesen új „magyar királyi államlevéltár” létesítését kezdeményezte. A minisztertanács 1874. szeptember 19-én rendelte el, hogy a volt kormányhatóságok levéltárait és irattárait, továbbá az időközben Budapestre szállított magyar és erdélyi kancelláriai, valamint erdélyi főkormányszéki levéltárakat az országos levéltárnak rendeljék alá. Ez gyakorlatilag egyesítését jelentette a felsorolt levéltáraknak a régi Országos Levéltárral. Ezzel létrejött az új Országos Levéltár.

##### Az Ország Levéltárának vezetői
Forrás: A Magyar Országos Levéltár, Budapest, 1996, 13-14. o.
- 1756–1763: Csintó Imre országos levéltárnok helyettes
- 1763–1765: Nisnyánszky József országos levéltárnok helyettes
- 1765–1775: Balogh László országos levéltárnok
- 1775–1783: Bachó József országos levéltárnok
- 1783–1813: Rudnyák András országos levéltárnok
- 1813–1832: üresedés
- 1832–1870: Kovachich József Miklós országos levéltárnok
- 1870–1874: Török János országos levéltárnok

### Az 1870-es évektől 1945-ig
Pauler Gyula (1841–1903) majdnem három évtizeden át, egészen haláláig állt a Magyar Országos Levéltár élén. Kinevezése után rögvest nyugat-európai tanulmányútra indult, ennek során számos országban tanulmányozta a levéltárak szervezetét és munkáját. Hazatérése után, a külföldön szerzett tapasztalatait felhasználva, hozzáfogott a Levéltár megszervezéséhez. Az intézmény összesen 10 000 folyóméternyi levéltári anyagot őrzött 1874-ben. Ezen állomány jelentősen gyarapodott az 1870-es évek második felében, később viszont lelassult ez a folyamat. 1903-ra már 15 000 folyóméter levéltári anyag állt a raktárakban. Ezekben az évtizedekben meglehetősen mostoha körülmények között működött az intézmény.
Pauler Gyula vezetése időszakában, az 1890-es évekre jött létre a mai diplomatikai levéltár magja, a középkori oklevelek gyűjteménye, mely a különböző levéltártestekben fennmaradt 1526 (a középkori Magyar Királyság vége) előtt keletkezett iratok (oklevelek) kiemelésével illetve egy gyűjteménybe történő összevonásával járt. A legrégebbi eredeti oklevél, amit az intézményben őriznek, 1109-ből való. A megjelentetett kiadványok közé levéltár-ismertetők valamint a levéltári jogszabályok gyűjteménye tartoztak. Ez idő tájt az egyre sűrűbb igazgatási feladatok (nemesség-igazolási és községi törzskönyvezési ügyekben szakvéleményezés stb.) jelentős mértékben hátráltatták a levéltári feldolgozó munkák elvégzését. Azonban számottevő egyéni történetírói és forrásközlési tevékenységet fejtettek ki a Levéltár tudós munkatársai.
1911-ben született döntés az új levéltárépület építésének előkészítéséről. Helyszín gyanánt a Bécsi kapu téri ház telkét jelölték ki, melyet a Levéltár a budai várépületben ideiglenesen használt. Az építkezés két évvel később, 1913. október 13-án kezdődött meg a régi épület bontásával. Ekkor már Csánki Dezső (1857–1933), az új főlevéltárnok állt az intézmény élén. A következő néhány év az építkezéssel valamint az új épületbe való átköltözés előkészítésével telt. A levéltári személyzet akkor 31 főre rúgott, közülük 14-en rendelkeztek tudományos képesítéssel.
A levéltár hétköznapi életét az első világháború, az Osztrák–Magyar Monarchia felbomlása, és az 1918–1919. évi forradalmak ugyancsak megzavarták. Szerencsére az intézményt harci cselekmény nem érintette, ám a katonai behívások, a pénzhiány és a különböző szükségintézkedések beleszóltak a mindennapokba. Az építkezés 1914 ősze és 1915 tavasza között szünetelt, majd 1917 végén szinte teljesen leállt, pont amikor már nem sok hiányzott a befejezéshez.
A háború befejeztével gróf Klebelsberg Kunónak, az új kulturális miniszternek köszönhetően a levéltár életében kiemelkedő események következtek be. A tudományos jelleg erősítése céljából először 1922-ben a Vallás- és Közoktatásügyi Minisztérium felügyelete alá került az intézmény, később az 1922. évi XIX. törvénycikk életre hívta a nagy múzeumok, könyvtárak és a Nemzeti Levéltár közös szervezeti keretét képező Országos Magyar Gyűjteményegyetemet. (Ennek neve Magyar Nemzeti Múzeumra változott az 1934. évi átszervezés után.) Az 1922. évi törvény a következőket mondta ki: a levéltár „tudományos intézmény”, amelynek feladata: 1. levéltári anyagának szakszerű őrzése, rendezése és gyarapítása, tudományos ismertetése és kiadása, a kutatók munkájának lehetővé tétele és segítése; 2. az állami szervek számára szakvélemény adása; 3. nemességi ügyekben szakértői közreműködés, és 4. hiteles iratmásolatok készítése. A törvény azt is elrendelte, hogy a fő állami hivatalok a 32 évesnél régebbi irataikat kötelesek levéltárba beszolgáltatni.
1923-ban jelent meg a Nemzeti Levéltár szakfolyóiratának, a Levéltári Közleményeknek az első száma, mely a mai napig is a legfontosabb tudományos publikációs fóruma a szakmának. Még abban az évben elfoglalhatta az intézmény az új, kifejezetten levéltári célra készült U alakú, négy emeletes neoromán stílusú palotáját, amely akkoriban Európa egyik legmodernebb levéltárépületének számított. 1926-ra a 12 nagy raktár közül 7-et korszerű, állítható polcozatú állványzattal szereltek fel, aminek köszönhetően az előzőleg nagy munkával rendezett iratok logikus rendben kerülhettek végleges raktári helyükre. Művészi freskókkal és ólomüvegablakokkal díszítették az épület csarnokait, a tanács- és a kutatótermet és a lépcsőházat. Ezeken történelmi jeleneteket és címerképeket ábrázoltak, melyek megelevenítették Magyarország múltjának kiemelkedő eseményeit. Ugyanebben az épületben helyezték el az 1918-ban szervezett hadilevéltárat, amely 1945-ig működött itt.
A költözés befejeztével megkezdődött az 1867 óta működő minisztériumok „levéltáréretté” vált iratainak beszállítása, ennek eredményképpen az 1930-as évek közepére 19 000 folyóméterre nőtt a levéltárban őrzött anyag mennyisége. A második világháború előtt 35–40 fős levéltári személyzet látta el a teendőket, kapacitásuk jó részét – a feldolgozó tevékenység kárára – igénybe vette a megnövekedett kutatóforgalom (évente 200–250, 1939-ben 609, 1940-ben pedig 872 kutató kereste fel az intézményt, közülük évente 4–15 főt tettek ki a külföldiek), illetve a tömegesen felmerülő igazgatási ügyek (nemesség- és származás-igazolás) intézése. A levéltári anyag biztonsági filmezése 1935-ben kezdődött meg, 1944 végéig körülbelül 200 000 felvétel készült el.
Viszonylag szűk térre korlátozódott a levéltár hivatalos publikációs tevékenysége a két világháború közötti időszakban. A munkatársak egyéni történettudományi teljesítménye az 1920-as, '30-as évek folyamán is kiemelkedő volt, ám a háborús viszonyok késleltették az 1942-ben tervbe vett ismertetőleltárak és hivataltörténeti feldolgozások publikálását. Nemzetközi kapcsolatokat is kiépített az intézmény. A közös történelmi múlt és a közös levéltári tulajdon következtében a legeredményesebb együttműködés az Osztrák Állami Levéltárral alakult ki, az 1926-ban kötött, közös osztrák–magyar levéltári anyag kezeléséről szóló, badeni levéltári egyezmény alapján. Az egyéb országok levéltáraival kiadványcsere-kapcsolat jött létre.

### A második világháború alatt
A második világháború közeledésével a védelmi munkákra fektettek nagyobb hangsúlyt. A munkatársak a magyar történelem pótolhatatlan értékű forrásanyagának megmentése érdekében minden lehetségest igyekeztek megtenni. 1945 január-februárjában az épület számos találatot kapott, tüzek keletkeztek, valamint raktárfödémek szakadtak le. Ezek, valamint az ide telepített német katonai kórház elképesztő pusztítást eredményezett mind az épületben, mind az iratanyagban. 3100 polcfolyóméter irat, a teljes állomány 16%-a semmisült meg. Ezen felül több dokumentum került a romok alá, illetve szóródott szét.
Az ostromban az épületet súlyos sérülések érték, a torony életveszélyessé vált, összeomlással fenyegetett. Helyreállításáról vita folyt. A műszaki nehézségek mellett a már korábban ismert városképi aggályok is felmerültek. A Műemlékek Országos Bizottsága (MOB) és a Fővárosi Közmunkák Tanácsa (FKT) műszaki főtanácsnokai egyetértettek abban, hogy a Várnegyed fölé magasodó, 75 m magas „füstölő kémény” nem illik a városképbe. A sérült tornyot 1945 szeptemberében felrobbantották, az épületet enélkül állították helyre.

### Az újrakezdés

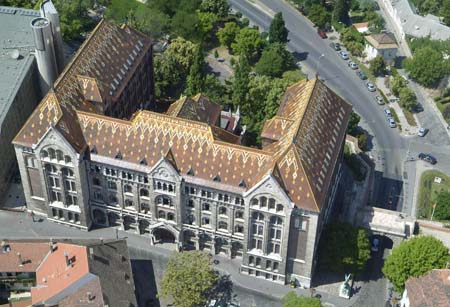
A Levéltár épülete madártávlatból

A harcok befejeztével, 1945 tél végén és tavaszán romokban hevert az alig több mint húsz éve birtokba vett épület. A romok között hevert rengeteg megégett, szétszóródott iratcsomó. A helyzet csak 1946 végére javult kissé, ekkorra sikerült csak ideiglenes megoldással lehetőséget nyitni kutatók fogadására. A szakmai tevékenység is lassan újraéledt. 1949-ben az intézmény 50 fős személyzettel működött. Az 1945 és 1949 közötti időszakban iratátvételekre került sor (az iratok mennyisége ekkortájt mintegy 10%-kal gyarapodott), kezdetét vette a segédletek készítése, 1947-től pedig a korábbihoz képest tízszeres teljesítménnyel folyt újból a mikrofilmezés. A nagyszabású, négy sorozat (I. Levéltári leltárak, II. Forráskiadványok, III. Hatóság- és hivataltörténet, IV. Levéltártörténet, történeti segédtudományok) keretében tervezett kiadványprogram végrehajtása is elindult. Sokat tett az intézmény ezekben a nehéz években a veszélybe került családi levéltárak megmentéséért.
A háborút követő évek során létrehozták a Levéltárak Országos Központját a levéltárak közvetlen irányítására. Ennek rendelték alá az államosított megyei és városi levéltárakkal egyetemben az Országos Levéltárat is. (1968-ig állt fenn a teljesen központosított irányítás.) A levéltári feladatkör is jelentősen bővült: 5–10 évvel keletkezésük után az iratoknak már levéltárba kellett kerülniük. A levéltárak kötelessége lett, hogy az állami, a tanácsi és a gazdasági szervek irat-selejtezéseiben közreműködjenek. Ekkor szűnt meg a Levéltár korábban erősen történettudományi intézet jellege is. Az intézmény – az 1956–1957. évi rövid időszakot leszámítva, amikor a minisztertanács volt a felügyeleti szerve – egyébiránt a kulturális minisztérium főfelügyelete alatt maradt ezután is, ma is.
1949-ben az intézmény új főigazgatójává Ember Győzőt (1909–1993) nevezték ki, aki szintén közel harminc éven keresztül, 1978-ban bekövetkezett nyugdíjazásáig látta el a főigazgatói feladatkört.

### Az 1956-os tűzvész
Az 1956. november 6-án délután kezdődött tűz következtében a Magyar Országos Levéltár iratállományának jelentős része (8767,5 folyóméter iratanyag) megsemmisült. Az eseményekről többek között Komjáthy Miklós, Borsa Iván, Bojár Iván, Lakos János is beszámoltak.
A levéltár épülete ugyan több találatot is kapott az 1956-os forradalom során, ám november 6-án délutánig nem szenvedett komolyabb károkat. A levéltár környékén ekkor már heves harcok dúltak. Állítások szerint a szovjet csapatokra a levéltárból is tüzeltek, ezért a Margit-szigeten álló üteg célzottan lőtte az épületet. Egy becsapódó gyújtógránát okozott tüzet, mely hamar továbbterjedt, és napokon keresztül tombolt, hatalmas pusztítást okozva a berendezésben és az iratanyagban egyaránt.
A vizsgálat, melyet az események után rendeltek el, nem tudta egyértelműen kideríteni, hogy bejutottak-e idegenek a levéltár épületébe a szovjet tüzérségi akció előtt, és lőttek-e onnan szovjet csapatokra. Viszont azt megállapították, hogy november 4-e után a levéltár melletti bástyán, a Bécsi kapu tetején és annak környékén polgári ruhás fegyveresek (forradalmárok) jelentek meg. Őket Kossányi Béla, az épületben lakó nyugalmazott levéltári igazgató november 6-án délelőtt 11 óra tájban megpróbálta elküldeni, ám próbálkozása sikertelen volt.
A vizsgálat során azt is megállapították, hogy a tűz eloltását és a levéltári iratanyag megmentését eleinte az épületbe bejutó idegenek, vagyis várbeli lakosok illetve a Műszaki Egyetem várban lévő kollégiumának egyetemistái kísérelték meg, az utóbbiak valószínűsíthetően nem sokkal korábban még a levéltár környékén harcoltak. A nyugati szárny IV. emeleti raktárából mintegy száz iratcsomót dobáltak ki a szomszéd épület udvarára, azonban a tűz terjedése miatt menekülniük kellett. Oltásra gondolni nem lehetett, mivel a tüzivíz tömlőkben nem volt víz. A levéltár szolgálati lakásaiban lakó munkatársak ezalatt a mélypincében lévő, újonnan elkészült óvóhelyen tartózkodtak, egy-két órán keresztül nem is volt tudomásuk arról, hogy az épület kigyulladt. Késő délután jöttek csak fel a pincéből, ekkorra az idegenek már elhagyták az épületet.
Este fél tíz körül vonult csak ki a tűzoltóság egy kocsival, a másik kocsijuk nem is jutott fel a várba. Mintegy másfél óráig tartott az oltás az utcai vezetékből, kisebb megszakításokkal, ám eredményre lényegében nem vezetett. Kénytelenek voltak elvonulni a tűzoltók, mivel nem maradt használható tömlőjük, ugyanis a szovjet tankok szétlapították az úttestre fektetett tömlőket. Ekkorra a tűz már a negyedik emeleti raktárteremre is átterjedt. A magukra hagyott dolgozók hamarosan felhagytak a hiábavalónak bizonyuló oltással, inkább a tűz alsóbb szintekre terjedését igyekeztek megakadályozni. November 7-én kijárási tilalmat rendeltek el, így nem lehetett sem a tűzoltóságot, sem külső emberi segítséget igénybe venni. Kossányiék állandó tűzőrséget tartottak a nyugati szárny első és második emeleti raktáraiban az óvóhely vészkijáratán érkezett néhány ember segítségével, a kitört ablakokon behullott tűzcsóvákat ártalmatlanná tudták tenni. Ezen a napon kétszer is átkutatták az épületet szovjet katonák, be is szállásolták magukat a lépcsőházba és a földszint 19. számú szobájába. A levéltáriak az óvóhelyen voltak kénytelenek tölteni az éjszakát szovjet parancsra. November 8-án reggel már égett a második emeleti raktár is, így már csak az első emeleti raktárteremben lévő iratanyag megmentésével lehetett csak foglalkozni. Délelőtt újra érkezett egy tűzoltókocsi, melynek személyzete körülbelül két órán át vízzel oltott, ezáltal a tűz hevessége csökkent. Kisebb mennyiségű levéltári anyagot a második emeleti égő raktárból is sikerült kimenteni. November 8–10-én az első emeleti raktár iratait kipakolták, mely bentlakóknak, a várbeli kollégium 60–70 önkéntes diákjának és a levéltári dolgozók munkájának volt köszönhető. Ezalatt három égő raktárban is próbálták oltani a tűzfészkeket. November 12-ére a tűz lényegében megszűnt, utolsó szikrája viszont hetekkel később aludt csak ki.

### 1956–1970
1949 után fokozatosan változott a Levéltár belső szervezete. Eleinte különböző csoportokat létesítettek az 1940-es évek végén létrehozott három osztály (I. 1867 előtti kormányszervek iratai, II. 1867 utáni kormányszervek iratai, III. nem állami szervek iratai, gyűjtemények) mellé, az intézményi szakkönyvtárt önálló egységgé alakították, az 1960-as évek elején pedig újabb osztályokat hoztak létre. Az 1953–1961 között működött Központi Gazdasági Levéltár iratanyaga nagy részének beolvasztásával alakult meg ekkor a gazdasági szervek iratait őrző IV. osztály, a mikrofilmező csoport, a mikrofilmtár, a restauráló és a könyvkötő műhelyek összeolvasztásával az V. (állományvédelmi) osztály, valamint az 1945 utáni iratokra szakosodott „Népi demokratikus osztály”. Ezen felül azonban az intézmény az épületét is kinőtte, így szereznie kellett új telephelyet is. 1949 és 1969 között a levéltári személyzet 50-ről 129 főre emelkedett (ezen belül 25-ről 48-ra a diplomás levéltárosok) létszáma. Korszerűsödött és bővült a mikrofilmező és a restauráló műhely, aminek köszönhetően például a mikrofilmtár 1950. évi 2 millió felvételes állománya húsz év leforgása alatt 20 millióra gyarapodott.
Ebben az időszakban tervszerűvé és rendszeresebbé vált a levéltári feladatok végzése. Gyakorlatilag folyamatos volt az iratátvétel, így két évtized során majdnem 39 000 folyóméterre szaporodott az itt őrzött levéltári anyag. Ember Győző különösen fontosként kezelte a feldolgozó munkákat. Irányításával az intézmény munkatársai a teljes állomány alapleltározásával elkészültek, ezután a proveniencia elvének érvényesítésével az iratanyag újrarendszerezése is megtörtént. Ugrásszerű növekedést mutatott a kiadványok száma: 1875 és 1944 között összesen 20, míg 1945 és 1969 között 200 jelent meg.
A kutatási feltételeket nagymértékben javította a széles körű feldolgozó munka. Az 1960-as évek második felében ennek köszönhetően 765–863 között mozgott a kutatók évenkénti száma (az 1950-es években ez a szám 245 és 536 között változott). A 60-as években a hidegháborús viszonyok enyhülésével már külföldi kutatók is gyakorta látogatták az intézmény kutatótermeit. Az érdeklődők az épülettel és gyűjteményeivel kiállításokon és csoportos levéltár-látogatáson ismerkedhettek meg. Ez jelentette a nagyközönség felé fordulást, az ún. „nyitott levéltár” felfogás elfogadását és érvényesítését.

### A két országos levéltár korszaka (1970–1992)

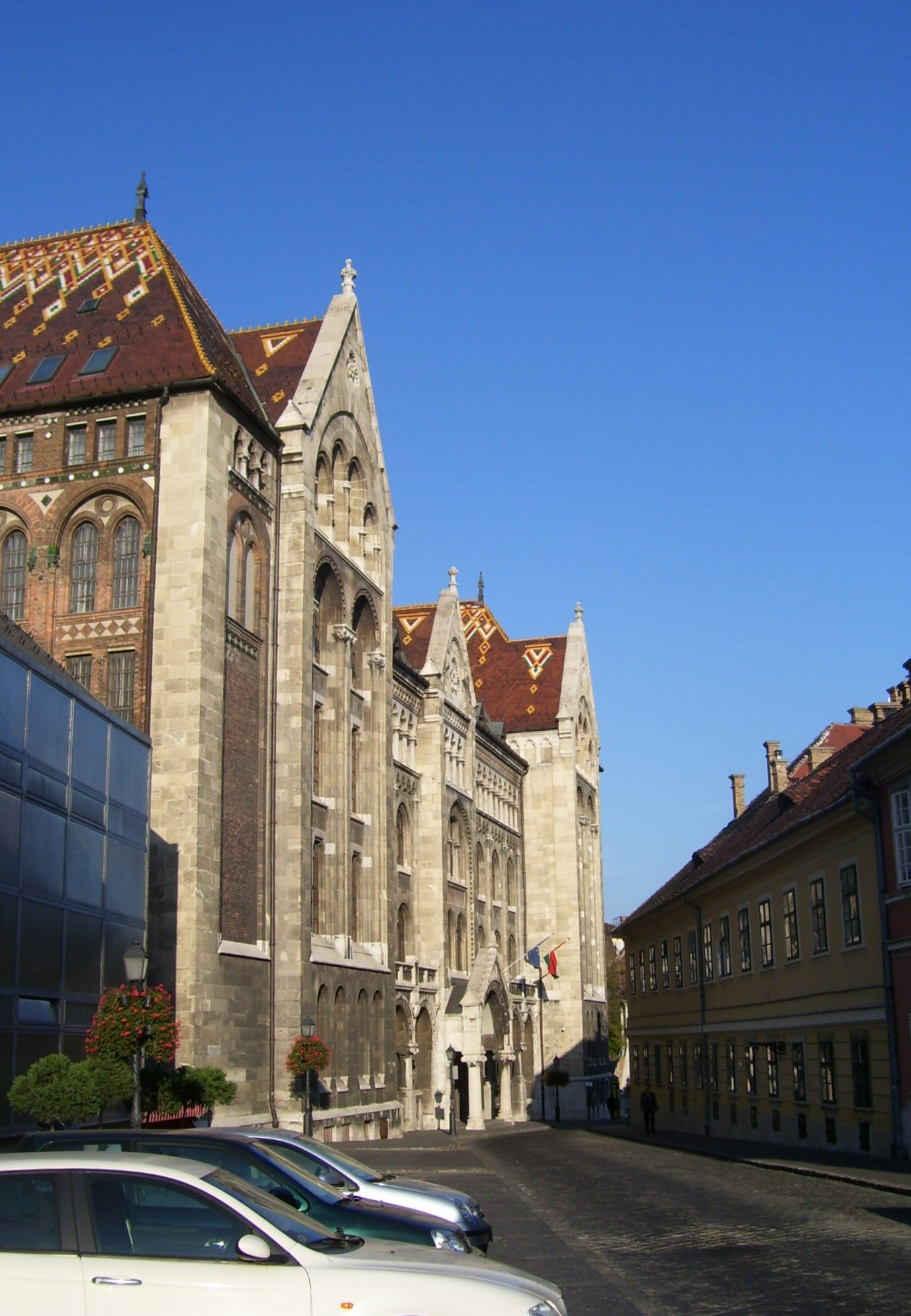
A Magyar Nemzeti Levéltár épülete a Budai várban, a Bécsi kapu téren

Az 1960-as és az 1970-es évek fordulóján a magyar levéltárügy ismét átszervezésre került. A területi levéltárak a Fővárosi Tanács és a megyei tanácsok intézményei lettek, szaklevéltárakat alakítottak, és a Magyar Szocialista Munkáspárt is létrehozta saját archívumi hálózatát. A változás a Levéltárt sem kerülte el. Politikai okokból kifolyólag már másfél évtized óta törekedtek egy új, a szocialista korszak iratanyagát gondozó levéltári intézmény létesítésére, a Szovjetunió levéltárügyéhez való igazodás céljából. 1970. június 1-jén a Levéltár Népi demokratikus osztályából hozták létre az Új Magyar Központi Levéltárat, ezzel a terv valóra vált. Innentől fogva több mint húsz évig kettéosztva működött Magyarországon az egykoron egységes nemzeti intézmény.
Ezáltal a Levéltár lezárt, történeti gyűjteménnyé vált, nem volt kötelessége a rendszeres iratátvétel sem, viszont az 1945/1948 előtt keletkezett kintlévő levéltári anyagokat időnként még ezután is beszállította raktáraiba. Az állomány gyarapítására való törekvés célja innentől már inkább a személyi eredetű irathagyatékok gyűjtésére valamint a külföldi levéltárakban őrzött magyar vonatkozású források mikrofilm-másolatainak beszerzésére irányult. Ebből kifolyólag a levéltárban őrzött iratanyag mennyisége 1970 és 1991 között csak kismértékben, 33 345-ről 35 531 folyóméterre, viszont a mikrofilmtár állománya 22 millióról 48 millió felvételre gyarapodott.
Vegyes képet mutatott a működési feltételek alakulása. Az 1980-as évek második felében a levéltár már szükségraktárak berendezésére kényszerült az épületének alagsorában és padlásán. Személyzete 1970-ben 117, 1980-ban 134, 1989-ben 160, 1991-ben pedig 150 fő volt. 1986-ban vezették be a fegyveres biztonsági őrzést, ezzel a nem levéltári szakmai munkát végzők aránya közel 40%-ra nőtt. Az intézmény technikai felszerelése ez idő tájt nem a kívánt mértékben fejlődött, a mikrofilmező és a restauráló műhelyek elhasználódott eszközeinek pótlására csupán korlátozott mennyiségű pénzösszegek álltak rendelkezésre. Mindez az állományvédelmi munkák mennyiségének stagnálásához, illetve részint visszaeséséhez vezetett. Az 1970-es években gyorsmásolókat, az 1980-as években pedig az első személyi számítógépeiket szerezték be. A raktárakat betörés- és tűzjelző berendezéssel látták el.
Az 1970-es évek feldolgozó munkálatai mindenekelőtt a levéltári anyag teljes középszintű rendezettségének megvalósítására törekedtek. Ennek köszönhetően az 1970-es évek közepére a Levéltár iratanyaga nemzetközi viszonylatban is jól kutathatóvá vált. Az iratanyagokban való eligazodást könnyítették a kiadott segédletek (főleg iratjegyzékek, néhány esetben ismertető leltárak). 1974 és 1983 között az intézményen kívül jött létre a bel- és külföldön őrzött középkori (1526 előtt keletkezett) oklevelek másolatainak gyűjteménye, valamint a diplomatikai fényképtár. Az 1980-as években a feldolgozó tevékenység egyre inkább a darabszintű segédletek készítésére összpontosult, aminek keretében a középkori forrásanyag számítógépes feldolgozása is elkezdődött. A kutatóforgalom fokozatos növekedést mutatott: 1970 és 1974 között összesen 4155, 1986 és 1990 között már 6852 kutató kereste fel a levéltárat. Közülük 585, ill. 881 volt külföldi. Az 1980-as évek második felében évi 12–13 ezer közé esett a kutatási alkalmak száma.
Figyelemreméltóak voltak a Levéltár ezen két évtizedéből származó tudományos eredmények. A Levéltári leltárak sorozatban megjelent 35 segédleten, az új, háromkötetes fond- és állagjegyzéken (1974) és a térképtár jegyzékein kívül 12 forráskiadványt, 9 hivataltörténeti és 6 forrástudományi feldolgozást is kiadtak. Néhány nemzetközi összefogással elkészült levéltári kiadványban is szerepet vállalt az intézmény. A levéltár szakkönyvtárának állománya 1970 és 1991 között 61 ezerről 82 ezer kötetre növekedett.
Az anyaintézménytől kétszáz méternyire, a Hess András téri telephelyen működő másik országos levéltári intézmény, az Új Magyar Központi Levéltár eleinte nem rendelkezett szabad raktári férőhellyel. Alapításakor 5775 folyóméter levéltári anyagot őrzött, személyzete 27 fő volt, akikből 15-en rendelkeztek felsőfokú végzettséggel. Műhelyek hiányában nem volt lehetősége restaurálási és mikrofilmezési munkák elvégzésére.
Az Új Magyar központi Levéltár ilyen körülmények között kezdetben csak hiányosan láthatta el a feladatait. 1970 és 1978 között csupán 1000 folyóméternyi iratanyagot vehetett át az iratképző szerveknél felhalmozódott nagy mennyiségű hátralékából. Az első évtizedben főként az iratokat rendezték, majd segédleteket készítettek hozzájuk és a nyilvántartási rendszert is kidolgozták. Ezen felül a legfontosabb tevékenységük az illetékességi körbe tartozó mintegy 680 szervvel kapcsolatos ún. gyűjtőterületi munka (az iratkezelési szabályzatok elkészítésében való közreműködés, az iratkezelés és az iratselejtezések ellenőrzése stb.) volt. A levéltár a fond- és állagjegyzékét kiadta, és a hosszabb távra szóló tudományos feladattervét is elkészítette. Ez utóbbi alapján három forráskiadvány jelent meg az 1970-es években az 1945 és 1949 közötti magyar történelem fontos irataiból. Ebben az évtizedben éves átlagban 30–35 kutató végzett itt kutatást 250–300 alkalommal.
1976 végéig gyakorlati szervezetben működött az Új Magyar Központi Levéltár. Az egyik osztály az iratképző szervekkel valamint a levéltári anyag átvételével kapcsolatos munkákat, míg a másik a beszállított iratanyagot dolgozta fel. Akárcsak a Magyar Országos Levéltár esetében, itt is három osztályt hoztak létre az 1977. január 1-jével bevezetett új szervezeti rendben. Ezek mindegyike egyaránt ellátott belső feldolgozó és gyűjtőterületi feladatokat. Az évtized végén létesült a Módszertani osztály, ennek feladatkörébe főképpen központi módszertani és szervezési munkák tartoztak. A nagyvállalatokkal kapcsolatos levéltári feladatokra külön szervezeti egység alakult. A későbbiekben némelyest módosult ez a szervezeti felosztás.
Az Új Magyar Központi Levéltár az 1970-es és 1980-as évek fordulójától további helyiségeket vehetett birtokába épületében, személyi létszáma gyarapodott (1980-ban 48, 1984-ben 68, 1987-ben – a biztonsági fegyveres őrség bevezetése után – 113, 1991-ben 100 fő) illetve berendezhetett egy szerény mikrofilmező műhelyt is. Ezek a szakmai tevékenység fejlődését is elősegítették.
Az 1980-as évek közepén a levéltár munkatársai évente 250–400 iratképző szervnél ellenőrizték az iratkezelést és az iratselejtezést, bizonyos időszakokban irattáros tanfolyamokat tartottak. Miután bővült a raktárkapacitás, évente mintegy 1000 folyóméter iratanyaggal szaporodott a gyűjtemény, így 1991-ben már 20 693 folyóméternyi levéltári anyagot őrzött az intézmény. A mikrofilmező műhely évente kb. 250 ezer felvételnyi biztonsági filmet készített. A rendezési munkákkal párhuzamosan készültek a fondok és állagok középszintű segédletei, ezek közül azonban csak egyet adott ki. Megjelent viszont a fond- és állagjegyzék új változata 1988-ban és 1990-ben is, és a számítógépes adatbázisa is elkészült. Számottevő növekedés állt be a kutatóforgalomban is: évi átlagban 1980 és 1984 között 62 kutató 515 alkalommal, 1985 és 1989 között 96 kutató 1047 alkalommal, míg 1991-ben 195 kutató 1465 alkalommal kutatott.
Jelentősen kiszélesedett az intézmény tudományos kiadási tevékenysége is. Újabb hat kötet látott napvilágot a forráskiadvány-sorozatban, 1982-től adták ki az „Új Magyar Központi Levéltár Közleményei” című folyóiratot, folyamatosan adták közre a Módszertani osztály szakmai füzeteit. Kiemelkedő fontosságú volt mind a számítástechnikai adathordozók archiválása témában közreadott kiadvány, mind pedig az a két kötet, amely a magyar állam 1944 utáni szerveit lexikálisan dolgozta fel.
Az intézményre hatalmas mennyiségű igazgatási feladat zúdult az 1989. évi rendszerváltás után. A kárpótlási törvényekkel kapcsolatos levéltári adatszolgáltatási kötelezettség nagymértékben lekötötte az alkalmazottakat, ezáltal háttérbe szorult a tényleges szakmai munka ebben az időszakban.

### Az újraegyesítés
1991. december 12-én a Magyar Köztársaság Országgyűlése törvényt alkotott a kettéosztott intézmény újraegyesítéséről. Erről az 1991. évi LXXXIII. törvény rendelkezett, mely egyúttal állami tulajdonná nyilvánította a volt kommunista állampárt, a Magyar Szocialista Munkáspárt iratanyagát, melyet 1992 első felében a Magyar Országos Levéltár vett kezelésébe. Már a törvény előkészítésének szakaszában megszületett a kormányzati döntés arról, hogy az óbudai volt szovjet katonai laktanya területén egy új levéltárépületet kell létesíteni, mindenekelőtt a felszámolt vállalatok levéltári értékű iratainak elhelyezése céljából.

## Épületei

### Az óbudai épület

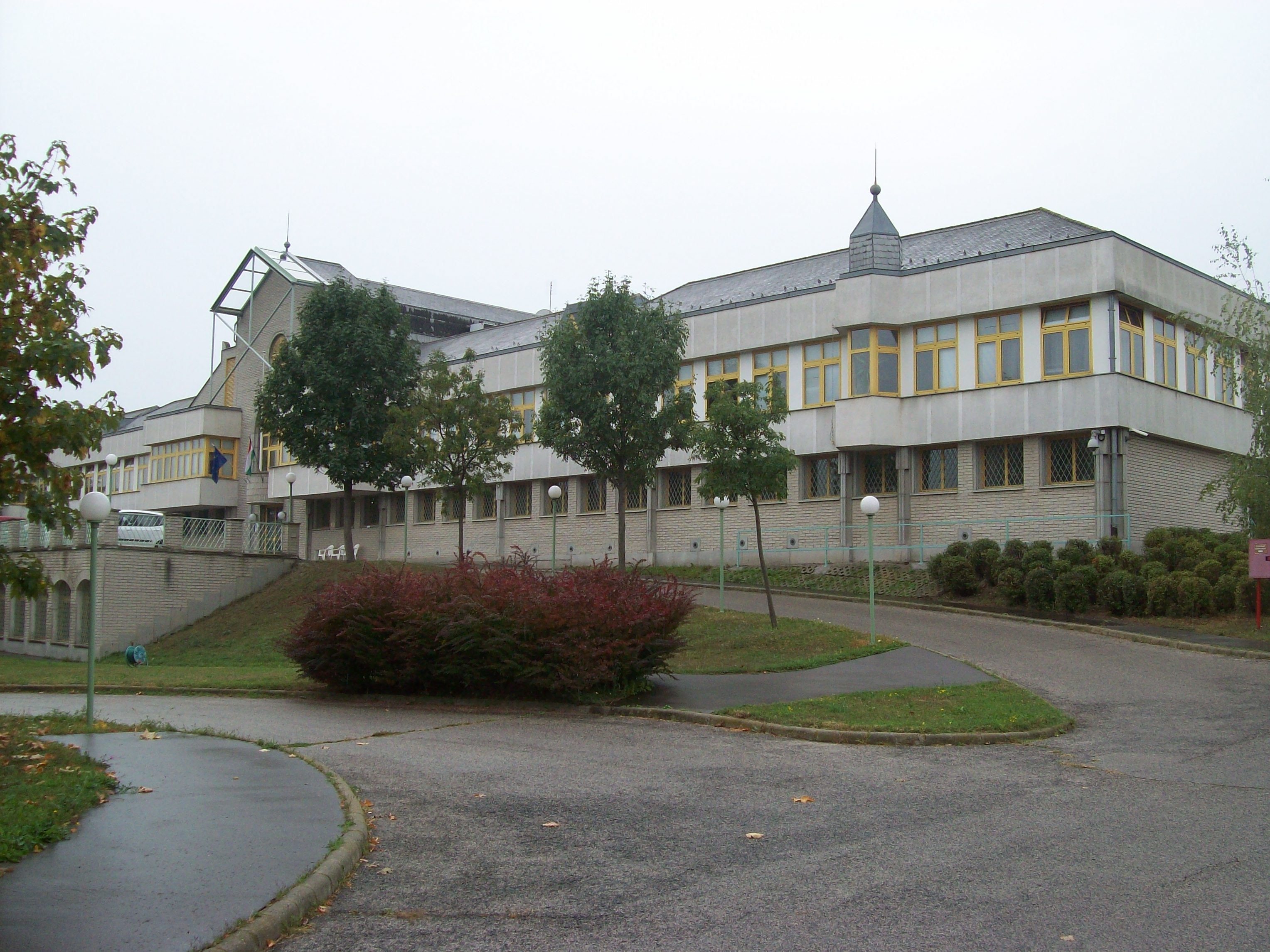
A Magyar Nemzeti Levéltár óbudai épülete a Lángliliom utcában

1980-as évek végén merült fel először a gondolat az Országos Levéltár és az Új Magyar Központi Levéltár vezetői körében, hogy egy új levéltárépület felépítése szükségeltetik. Az intézmények a raktári férőhely hiánya miatt már nem tudták ellátni az iratátvételi kötelezettséget, a szobák zsúfoltsága pedig az alkalmazottak munkáját is akadályozta. A rendszerváltás idején többszörösére nőtt a levéltári anyaggá minősített iratok mennyisége (a Magyar Dolgozók Pártja és a Magyar Szocialista Munkáspárt dokumentumai, illetve különböző felszámolt nagyvállalatok iratai, stb.), miáltal a Levéltár problémáinak megoldása egyre sürgősebbé vált.
Az 1990-es évek elején a Levéltár vezetői a szovjet használatban lévő laktanyákkal kapcsolatban tájékozódtak, ám csak komoly átalakítás után lettek volna alkalmasak levéltári célokra ezek az épületek. Ezáltal döntés született: a kormány 1032/1991. (VII. 9.) számú határozata értelmében az óbudai, volt Budai Nagy Antal laktanya területének egy részét átadta a Művelődési és Közoktatási Minisztériumnak levéltárépítés céljából. Három esztendő elteltével, mely alatt a külföldi tapasztalatszerzések, a tanulmányterv elkészítése és szakmai vita, majd az engedélyezési eljárás lefolyt, elkezdődött az óbudai levéltár építése. Az építési munkálatokat mindvégig komoly érdeklődés övezte, mivel az első világháború idején volt utoljára példa ehhez fogható beruházásra.
Az elkészült épületet Göncz Árpád, a Magyar Köztársaság akkori elnöke, és Magyar Bálint művelődési és közoktatási miniszter adta át ünnepélyes keretek között 1997. február 28-án. Átadása után az épület hivatalosan még jó ideig a Bécsi útról számozódott, mert a telkével határos, új utcák még kialakulóban voltak. A főhomlokzatával párhuzamos utca 2003-ban kapta a Lángliliom utca nevet, az óbudai levéltár azóta működik a Lángliliom utca 4. (2022 óta Lángliliom utca 6.) szám alatt.

### Magyar Nemzeti Levéltár
2012. október 1-jén a Magyar Országos Levéltár (MOL) és a megyei levéltárak összevonásával létrejött a Magyar Nemzeti Levéltár (MNL), ami hosszú évtizedek óta a legnagyobb átalakítás volt a magyar levéltárügy életében. Az átszervezéssel egy országos levéltári intézményrendszer jött létre, amely megközelítően 700 dolgozójával és több mint 300 ezer iratfolyóméter forrásanyagával az egyik legnagyobb kulturális intézmény Magyarországon. Ez az iratmennyiség nemzetközi méretekben is tekintélyt parancsoló és az egységes levéltári informatikai rendszer segítségével a jövőben olyan fejlesztések valósíthatók meg, amelyek megkönnyítik és egyszerűbbé teszik a levéltárosok munkáját.

## Igazgatói
- Pauler Gyula (1874–1903)
- Óváry Lipót (1904–1908)
- Nagy Gyula (1909–1912)
- Csánki Dezső (1912–1932)
- Dőry Ferenc (1932–1934)
- Herzog József (1934–1941)
- Jánossy Dénes (1942–1949)
- Kossányi Béla (1949)
- Ember Győző (1949–1978)
- Varga János (1978–1990)
- Buzási János (1990–1992)
- Lakos János (1992–1997)
- Gecsényi Lajos (1997–2002)
- Koroknai Ákos (2002–2003)
- Gecsényi Lajos (2003–2009)
- Reisz T. Csaba (2010–2011)